# Liste des épisodes de Tokyo Ghoul
Cette page recense la liste des épisodes de l'anime Tokyo Ghoul et Tokyo Ghoul:re.

## Génériques

### Musique
| Générique                            | Épisodes | Début       | Début                      | Fin                                                    | Fin               |
| Générique                            | Épisodes | Titre       | Artiste                    | Titre                                                  | Artiste           |
| ------------------------------------ | -------- | ----------- | -------------------------- | ------------------------------------------------------ | ----------------- |
| Tokyo Ghoul (Saison 1)               | 1 – 12   | Unravel     | TK from Ling tosite sigure | Seijatachi (聖者たち, litt. « Saints »)                | People in the Box |
| Tokyo Ghoul √A (Saison 2)            | 1 – 12   | Munō (無能) | österreich                 | Kisetsu wa Tsugitsugi Shindeiku (季節は次々死んでいく) | Amazarashi        |
| Tokyo Ghoul:re (Saison 3)            | 1 – 12   | asphyxia    | CöshuNie                   | HALF                                                   | Jooubachi         |
| Tokyo Ghoul:re 2de saison (Saison 4) | 1 - 12   | katharsis   | TK from Ling tosite sigure | Rakuen no kimi (楽園の君)                              | österreich        |

## Liste des épisodes

### Saison 1:Tokyo Ghoul
| No                                        | Titre français | Titre japonais | Titre japonais | Date de 1re diffusion |
| No                                        | Titre français | Kanji          | Rōmaji         | Date de 1re diffusion |
| ----------------------------------------- | -------------- | -------------- | -------------- | --------------------- |
| 1                                         | Tragédie       | 悲劇           | Higeki         | 4 juillet 2014        |
| [Chapitres 1-2-3-4-5]                     |                |                |                |                       |
| 2                                         | Solitude       | 孵化           | Fuka           | 10 juillet 2014       |
| [Chapitres 3-4-6-7-8-9-10]                |                |                |                |                       |
| 3                                         | Colombes       | 白鳩           | Shirohato      | 17 juillet 2014       |
| [Chapitres 10-11-12-13-14]                |                |                |                |                       |
| 4                                         | Dîner          | 晩餐           | Bansan         | 24 juillet 2014       |
| [Chapitres 33-34-36-37-38-39]             |                |                |                |                       |
| 5                                         | Cicatrice      | 残痕           | Zankon         | 31 juillet 2014       |
| [Chapitres 31-35-40-41-42-43-44]          |                |                |                |                       |
| 6                                         | Ondée          | 驟雨           | Shūu           | 7 août 2014           |
| [Chapitres 45-46-14-15]                   |                |                |                |                       |
| 7                                         | Emprisonnement | 幽囚           | Yūshū          | 14 août 2014          |
| [Chapitres 15-16-17-18-19-21]             |                |                |                |                       |
| 8                                         | Cercle         | 円環           | Enkan          | 21 août 2014          |
| [Chapitres 22-23-24-25-26-27-28]          |                |                |                |                       |
| 9                                         | Cage           | 鳥籠           | Torikago       | 28 août 2014          |
| [Chapitres 29-47-48-70]                   |                |                |                |                       |
| 10                                        | L'Arbre Aogiri | 青桐           | Aogiri         | 4 septembre 2014      |
| [Chapitres 49-50-51-52-53-56-59]          |                |                |                |                       |
| 11                                        | Frénésie       | 衝天           | Shōten         | 11 septembre 2014     |
| [Chapitres 59-60-61-64-65-66-67-68-69-77] |                |                |                |                       |
| 12                                        | Goule          | 喰種           | Kushu          | 18 septembre 2014     |
| [Chapitres 61-62-63-64-65-66]             |                |                |                |                       |

### Saison 2:Tokyo Ghoul √A
| No                                          | Titre français      | Titre japonais | Titre japonais | Date de 1re diffusion |
| No                                          | Titre français      | Kanji          | Rōmaji         | Date de 1re diffusion |
| ------------------------------------------- | ------------------- | -------------- | -------------- | --------------------- |
| 1                                           | Foi                 | 新洸           | Shin Kō        | 8 janvier 2015        |
| [Chapitres 67-69-70-72-73-74-75-76-78-79]   |                     |                |                |                       |
| 2                                           | Fleurs Dansantes    | 舞花           | Maika          | 15 janvier 2015       |
| [Chapitres 80-81-118]                       |                     |                |                |                       |
| 3                                           | Pendu               | 吊人           | Tsu hito       | 22 janvier 2015       |
| [Chapitres 82-85-90-108-109-117-118]        |                     |                |                |                       |
| 4                                           | Profondeur          | 深層           | Shinsō         | 29 janvier 2015       |
| [Chapitres 82-83-91-97-100-101-104]         |                     |                |                |                       |
| 5                                           | Fissures            | 裂目           | Kiretsu        | 5 février 2015        |
| [Chapitres 100-101-102-103-105-106]         |                     |                |                |                       |
| 6                                           | Mille chemins       | 千路           | Chiji          | 12 février 2015       |
| [Chapitres 84-108-109-110-111-122]          |                     |                |                |                       |
| 7                                           | Imprégnation        | 透過           | Tōka           | 19 février 2015       |
| [Chapitres 93-114-115-118-120]              |                     |                |                |                       |
| 8                                           | Les 9               | 旧九           | Kyū kyū        | 26 février 2015       |
| [Chapitres 119-121]                         |                     |                |                |                       |
| 9                                           | Panoramique         | 街望           | Machi mochi    | 5 mars 2015           |
| [Chapitres 121-123-124-125-126-127-128-130] |                     |                |                |                       |
| 10                                          | Dernière pluie      | 終雨           | Tsui ame       | 12 mars 2015          |
| [Chapitres 129-130-131-132-135]             |                     |                |                |                       |
| 11                                          | Des fleurs à foison | 溢花           | Mitsuru hana   | 19 mars 2015          |
| [Chapitres 133-134-135-136-137-138-141-142] |                     |                |                |                       |
| 12                                          | Aiguiser            | 研             | Ken            | 26 mars 2015          |
| [Chapitres 136-138-143]                     |                     |                |                |                       |

### Saison 3:Tokyo Ghoul:re
| No                                   | Titre français      | Titre japonais         | Titre japonais              | Date de 1re diffusion |
| No                                   | Titre français      | Kanji                  | Rōmaji                      | Date de 1re diffusion |
| ------------------------------------ | ------------------- | ---------------------- | --------------------------- | --------------------- |
| 1                                    | Les Chasseurs       | 狩る者たち ＳＴＡＲＴ  | Karusha-tachi START         | 3 avril 2018          |
| [Re: Chapitres 1-2-3-4-5-6]          |                     |                        |                             |                       |
| 2                                    | Fragments           | 欠片 member            | Kakera member               | 10 avril 2018         |
| [Re: Chapitres 7-8-9]                |                     |                        |                             |                       |
| 3                                    | La Veille           | 前夜祭 fresh           | Zen'yasai fresh             | 17 avril 2018         |
| [Re: Chapitres 10-11-12-13-14-15-16] |                     |                        |                             |                       |
| 4                                    | Les Enchères        | オークション ＭＡＩＮ  | Ōkushon MAIN                | 24 avril 2018         |
| [Re: Chapitres 17-18-19-20-21]       |                     |                        |                             |                       |
| 5                                    | La nuit se disperse | 散りゆく夜 PresS       | Chiri yuku yoru Press       | 1er mai 2018          |
| [Re: Chapitres 21-22-23-24-25-26-27] |                     |                        |                             |                       |
| 6                                    | Au point culminant  | その、果てに turn      | Sono, hate ni turn          | 8 mai 2018            |
| [Re: Chapitres 26-27-28-29-30-31]    |                     |                        |                             |                       |
| 7                                    | Quotidien remémoré  | 心覚え在りし日々 mind  | Kokorooboe arishi hibi mind | 15 mai 2018           |
| [Re: Chapitres 16-31-31.5-32-37]     |                     |                        |                             |                       |
| 8                                    | Les Rampants        | 蠢くモノ TAKe          | Ugomeku mono Take           | 22 mai 2018           |
| [Re: Chapitres 32-33-34-35-36-37]    |                     |                        |                             |                       |
| 9                                    | Revenant            | 亡霊 play              | Bōrei play                  | 29 mai 2018           |
| [Re: Chapitres 38-39-40-41]          |                     |                        |                             |                       |
| 10                                   | Tremblements        | ゆれる think           | Yureru think                | 5 juin 2018           |
| [Re: Chapitres 42-43-44-45-46]       |                     |                        |                             |                       |
| 11                                   | Ange déchu          | 欠落者 writE           | Ketsuraku-sha write         | 12 juin 2018          |
| [Re: Chapitres 47-48-49-50-51-52]    |                     |                        |                             |                       |
| 12                                   | Aube                | 夜明け Beautiful Dream | Yoake Beautiful Dream       | 19 juin 2018          |
| [Re: Chapitres 53-54-55-56-57-58]    |                     |                        |                             |                       |

### Saison 4:Tokyo Ghoul:re2desaison
| No                                                | Titre français               | Titre japonais         | Titre japonais          | Date de 1re diffusion |
| No                                                | Titre français               | Kanji                  | Rōmaji                  | Date de 1re diffusion |
| ------------------------------------------------- | ---------------------------- | ---------------------- | ----------------------- | --------------------- |
| 13                                                | Et encore une fois           | そして、もう一度 Place | Soshite, mōichido Place | 9 octobre 2018        |
| [Re: Chapitres 60 à 68]                           |                              |                        |                         |                       |
| 14                                                | Ténèbres blanches            | 白い闇 VOLT            | Shiroi yami VOLT        | 16 octobre 2018       |
| [Re: Chapitres 69 à 76 + 81-82]                   |                              |                        |                         |                       |
| 15                                                | Cross Game                   | クロスゲーム union     | Kurosu Gēmu union       | 23 octobre 2018       |
| [Re: Chapitres 63-73-77-80-81 + 87 à 93]          |                              |                        |                         |                       |
| 16                                                | Ce qu'on laisse derrière soi | 遺したもの vive        | Nokoshita mono vive     | 30 octobre 2018       |
| [Re: Chapitres 83 à 86 + 94 à 98]                 |                              |                        |                         |                       |
| 17                                                | Rencontre et confusion       | 出会い、とまどい MovE  | Deai, tomadoi Move      | 6 novembre 2018       |
| [Re: Chapitres 99 à 103 + 116 à 120]              |                              |                        |                         |                       |
| 18                                                | Magistral                    | 赫々たる FACE          | Kakukakutaru Face       | 13 novembre 2018      |
| [Re: Chapitres 100-103 + 105 à 112 + 114-117-118] |                              |                        |                         |                       |
| 19                                                | Liens                        | 紲 proof               | Kizuna proof            | 20 novembre 2018      |
| [Re: Chapitres 121 à 126 + 128 à 132]             |                              |                        |                         |                       |
| 20                                                | Le Réveil                    | めざめた子 incarnation | Mezameta ko incarnation | 27 novembre 2018      |
| [Re: Chapitres 133 à 139 + 143-144]               |                              |                        |                         |                       |
| 21                                                | Rappel                       | 心覚え Morse           | Kokorooboe Morse        | 4 décembre 2018       |
| [Re: Chapitres 146 + 148 à 153 + 155-156]         |                              |                        |                         |                       |
| 22                                                | La Tragédie à son comble     | 悲劇の果て call        | Higeki no hate call     | 11 décembre 2018      |
| [Re: Chapitres 157-158-159-160-162-163-164]       |                              |                        |                         |                       |
| 23                                                | Rencontres inattendues       | 邂逅 ACT               | Kaigō Act               | 18 décembre 2018      |
| [Re: Chapitres 165 à 172]                         |                              |                        |                         |                       |
| 24                                                | Dénouement                   |                        |                         | 25 décembre 2018      |
| [Re: Chapitres 173 à 179]                         |                              |                        |                         |                       |